# I vesuviani
I vesuviani è un film a episodi  del 1997.
Il film è composto da 5 episodi, uniti fra loro dall'ambientazione a Napoli e nell'area vesuviana, e dall'atmosfera onirica.
Nell'ultimo episodio, il più impegnato civilmente, si recupera il pasoliniano corvo parlante di Uccellacci e uccellini, che conversa con Toni Servillo, il quale interpreta il sindaco di Napoli, che, risalendo faticosamente le pendici del Vesuvio, si interroga sulla crisi della sinistra.

## Episodi
- La stirpe di Iana, regia di Pappi Corsicato
- Maruzzella, regia di Antonietta De Lillo
- Sofialorèn, regia di Antonio Capuano
- Il diavolo nella bottiglia, regia di Stefano Incerti
- La salita, regia di Mario Martone